# نوریتزا ماتوسیان
نوریتزا ماتوسیان (انگلیسی: Nouritza Matossian؛) یک نویسنده، بازیگر، broadcaster، و فعال حقوق بشر ارمنی‌تبار اهل قبرس-بریتانیا است. وی دربارهٔ هنر، موسیقی کلاسیک معاصر، تاریخ، و ارمنستان مطالبی می‌نویسد

## زندگینامه
ماتوسیان نخستین زندگی‌نامه و تحقیق انتقادی آهنگساز یونانی، یانیس زناکیس را به چاپ رساند.
وی کودکی اش را همراه با خانواده ارمنی خویش در قبرس گذراند. در انگلستان تحصیل نمود.

## انتشارات
- Iannis Xenakis Fayard, پاریس، ۱۹۸۱
- Xenakis, Kahn & Averill, London 1985, 1991, paperback; Pro Am, NY.
- Xenakis, Moufflon Publications, قبرس، ۲۰۰۵
- Black Angel, The Life of Arshile Gorky Chatto & Windus, Random House, 1998; Pimlico